# Андреєв Павло Андрійович
Павло Андрійович Андреєв (нар. 1 січня 1944) — український радянський легкоатлет, який спеціалізувався у бігу на довгі дистанції, учасник Олімпійських ігор (1972), багаторазовий призер чемпіонатів СРСР та чемпіон УРСР, рекордсмен УРСР та України з бігу на 10000 метрів. Майстер спорту СРСР міжнародного класу. На змаганнях всередині СРСР представляв «Трудові резерви» та Збройні Сили. Тренувався у А. І. Смирнова, О. Г. Шуваєва та Ю. М. Фокіна.

## Біографія
Заняття легкою атлетикою розпочав у шкільному віці (Малояушська середня школа) під керівництвом вчителя фізвиховання А. І. Смирнова. Серйозні тренування розпочав під час навчання у Краснотур'їнському міському професійно-технічному училищі № 11 під керівництвом викладача фізвиховання Олексія Григоровича Шуваєва. По закінченні училища отримав спеціальність автослюсаря та мав другий спортивний розряд.
У 1963 був призваний на строкову службу до Збройних сил. Службу проходив у складі Групи радянських військ у Німеччині. За роки служби отримав звання «Майстер спорту СРСР» (1966), неодноразово перемагав у армійських змаганнях. По закінченні строкової служби продовжив тренування у спортивному клубі Прикарпатського військового округу у Львові під керівництвом Ю. М. Фокіна.
Впродовж 1971—1973 тричі ставав призером чемпіонатів СРСР у бігу на 10000 метрів.
У 1972 був включений до складу олімпійської збірної СРСР та стартував на Олімпіаді в Мюнхені — у бігу на 10000 метрів пробився до фіналу, в якому посів 11 місце.
У 1972—1973 двічі встановлював рекорди УРСР з бігу на 10000 метрів (28.07,8 та 27.59,8). Останній результат досі залишається національним рекордом України.
У 1973 у складі збірної СРСР взяв участь у першому в історії чемпіонаті світу з кросу, де посів 17-те місце у забігу на довгу дистанцію (12 км).
У 1975 закінчив Львівський державний інститут фізичної культури. Працював тренером з легкої атлетики в клубах Радянської армії. За віком пішов на пенсію, маючи звання старшого лейтенанта.
Після 1989 — на спортивній роботі, працював 5 років тренером у Польщі.
Одружений. Дружина Надія має звання майстра спорту СРСР з велосипедного спорту, входила до складу збірної України.

## Основні міжнародні виступи
| Рік  | Змагання                | Місто   | Місце | Дисципліна | Примітки |
| ---- | ----------------------- | ------- | ----- | ---------- | -------- |
| 1972 | Олімпійські ігри        | Мюнхен  | 11    | 10000 м    |          |
| 1973 | Чемпіонат світу з кросу | Варегем | 17    | 12 км      |          |